# Santa Brígida, Brasil
Santa Brígida là một đô thị thuộc bang Bahia, Brasil. Đô thị này có diện tích 848,873 km², dân số năm 2007 là 19538 người, mật độ 23 người/km².